# مونته‌لئونه روکا دوریا
مونته‌لئونه روکا دوریا (به ایتالیایی: Monteleone Rocca Doria) یک کومونه در ایتالیا است که در استان ساساری واقع شده‌است.

## خصوصیات
مونته‌لئونه روکا دوریا ۱۳٫۰ کیلومترمربع مساحت و ۱۲۴ نفر جمعیت دارد.